# امامزاده جابر انصاری
امامزاده جابر انصاری مربوط به دوره صفوی است و در دهدشت، داخل بافت قدیمی شهر واقع شده و این اثر در تاریخ ۲۵ اسفند ۱۳۷۹ با شمارهٔ ثبت ۳۵۶۲ به‌عنوان یکی از آثار ملی ایران به ثبت رسیده است.